# ドルゾラミド

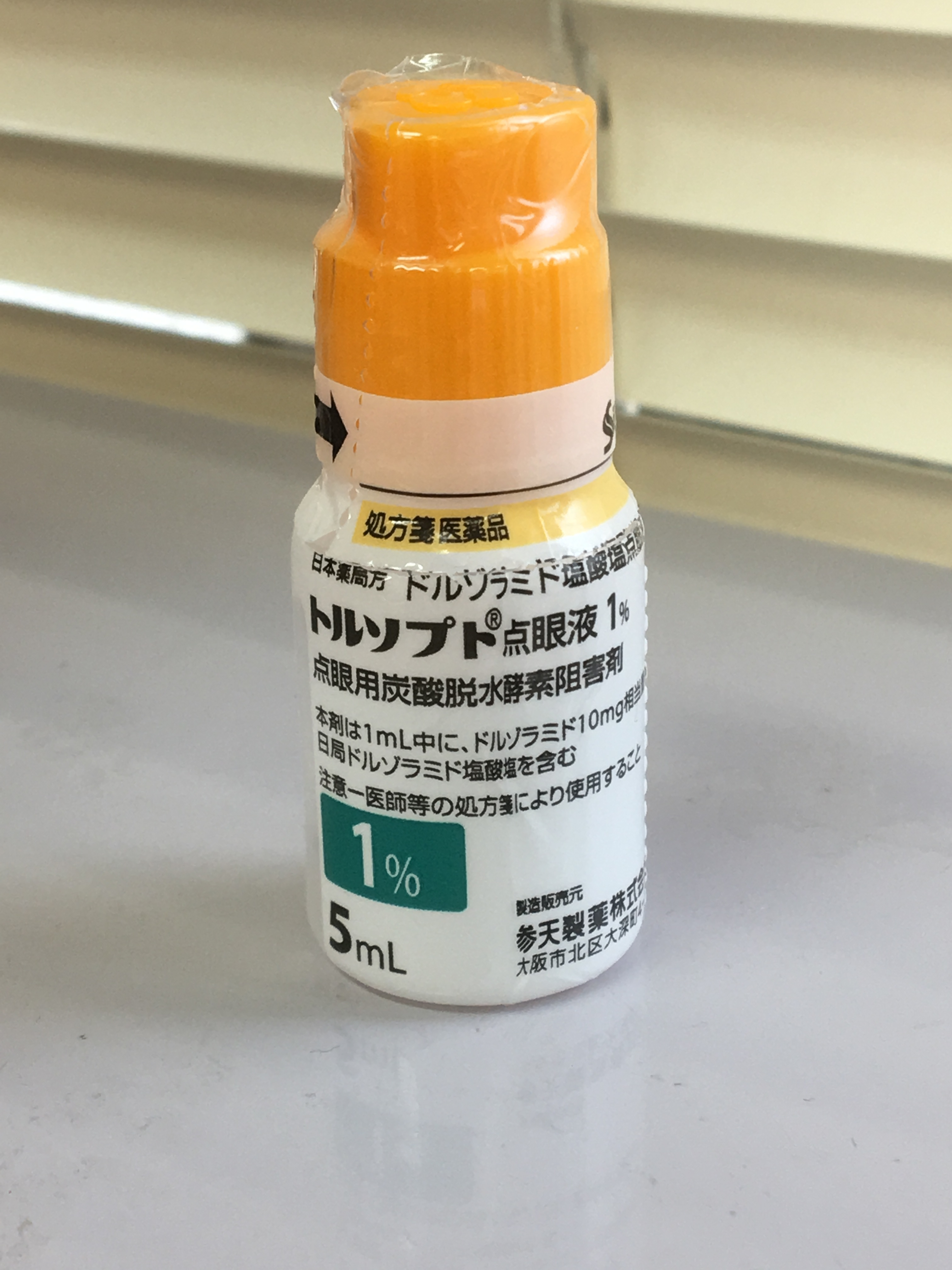
ドルゾラミド塩酸塩点眼液（トルソプト点眼薬）

ドルゾラミド（Dorzolamide）は、炭酸脱水酵素の阻害剤である。眼で房水産生を低下させる。点眼薬として用いると、開放隅角緑内障および高眼圧症で上昇する眼圧を低下させる。商品名トルソプト。これはドラッグデザインによって設計された最初の薬品（1995年市場発表）である。β遮断薬であるチモロールとの合剤がある。

## 効能・効果
緑内障、高眼圧症の内、他の緑内障治療薬で効果不十分な場合にチモロール等と併用される。

## 禁忌
点眼薬ではあるが眼の局所で分解されず全身血流に乗って腎臓から排泄されるので、重篤な腎障害のある患者には禁忌とされている。
そのほか、β遮断薬配合剤はβ遮断薬の全身効果（肺の気管支平滑筋収縮作用と心臓の陰性変時・変力作用）を考慮して禁忌が設定されている。

## 副作用
重大な副作用として、皮膚粘膜眼症候群 (Stevens-Johnson症候群)と中毒性表皮壊死融解症 (Toxic Epidermal Necrolysis： TEN)が設定されている。
5%以上に刺激感（流涙・疼痛・異物感・瘙痒感等）が生ずる。口内苦味を感じる事もある。前房の菲薄化を引き起こして一過性の近視を惹起することがある。

## 作用機序
ドルゾラミドは眼の毛様体に存在するII型炭酸脱水酵素を阻害する。炭酸脱水酵素は水と二酸化炭素から重炭酸イオンを生成し、重炭酸イオンは水を伴って眼の後房側に移動して眼房水を増加させるので、炭酸脱水酵素を阻害する事で眼房水の増加が妨げられる。眼圧を2割低下させる。β遮断薬もまた機序不明であるが眼房水の生成を減少させる。炭酸脱水酵素阻害薬とβ遮断薬を併用するとより高い効果が得られる。

## 開発の経緯
分子構造に基づく医薬品設計の手法で1995年に開発された。経口投与薬であるアセタゾラミドの全身性の副作用を回避することを目的に開発された。

## 関連文献
- Grover S, Apushkin M, Fishman G (2006). “Topical dorzolamide for the treatment of cystoid macular edema in patients with retinitis pigmentosa”. Am J Ophthalmol 141 (5):  850–8. doi:10.1016/j.ajo.2005.12.030. PMID 16546110.
- Almeida G, Faria e Souza S (2006). “Effect of topical dorzolamide on rabbit central corneal thickness”. Braz J Med Biol Res 39 (2):  277–81. doi:10.1590/S0100-879X2006000200015. PMID 16470316.